# Quirites
Quirites (< *co-vir-ites) (Enk.: quiris) (vernederlandst: "Quiriten") betekent letterlijk "samen-mannen" en slaat op de Romeinse burgers (cives Romani), die het recht hebben bijeen te komen in een curia (< *co-vir-ia). De beschermgod van de Quirites is dan ook Quirinus (< *co-vir-inos).
De Quirites (boeren) die in oorlogstijd gregarii milites ("gewone soldaten") waren, vielen ook in deze hoedanigheid onder het patronaat van Quirinus. Een gregarius milis bracht die de spolia opima ("vette buit", d.i. de wapenrusting van de vijandige veldheer) veroverd had, bracht hem dan ook naar Quirinus (tertia spolia), terwijl een Romeins veldheer en een officier zonder zelfstandig commando het respectievelijk aan Jupiter Feretrius (prima spolia) of aan Mars (secunda spolia) wijden.
Het volledige Romeins burgerrecht werd naar analogie met de naam Quirites het ius Quiritum genoemd en het eigendomsrecht van de Quirites werd dan ook beschermd door dit recht, terwijl dit voor niet volwaardige Romeinse burgers, buitenlanders of vrijgelatene door het ius honorarium (het ambtenarenrecht) beschermd moest worden.
De naam Quirites werd door generaal, zoals Gaius Julius Caesar, gebruikt om de milites te denigreren door het gebruik van hun burgertitel, alsof ze uit krijgsdienst waren ontslagen. Dit prikkelde altijd de milites om op te houden met morren en verder te vechten, daar een echte Romein pas ophield te vechten, wanneer de overwinning compleet was of hij gesneuveld was in de strijd.

## Voetnoot
1. ↑  Vroeger dacht men dat de naam "speermannen" betekende, misleid door een foutieve etymologie van Quirinus door de Sabijn Varro.